# Rallye des 1000 lacs 1978
Le Rallye des 1000 lacs 1978 (28 Jyväskylän Suurajot), disputé du 25 au 27 août 1978, est la cinquante-huitième manche du championnat du monde des rallyes (WRC) courue depuis 1973, et la sixième manche du championnat du monde des rallyes 1978. C'est également la neuvième des dix-neuf épreuves de la Coupe FIA 1978 des pilotes de rallye, créée l'année précédente.

## Contexte avant la course

### Le championnat du monde
Créé en 1973 en remplacement du championnat international des marques, le championnat du monde des rallyes a pour cadre les plus célèbres épreuves routières internationales, telles le Rallye Monte-Carlo ou le Safari. Onze manches sont inscrites au calendrier 1978, réservées aux voitures des catégories suivantes :
- Groupe 1 : voitures de tourisme de série
- Groupe 2 : voitures de tourisme spéciales
- Groupe 3 : voitures de grand tourisme de série
- Groupe 4 : voitures de grand tourisme spéciales

Comme en 1977, Fiat et Ford sont les principaux acteurs du championnat du monde des marques. Fiat est toutefois largement favori dans la course au titre, son adversaire principal ayant cette saison un calendrier réduit à quatre épreuves (laissant aux importateurs et aux pilotes privés le soin de défendre ses couleurs lors des autres manches), calendrier comprenant les 1000 lacs qui sera donc le théâtre d'un nouvel affrontement entre les Fiat 131 Abarth et les Ford Escort RS1800.

#### Coupe FIA des pilotes
La Coupe des pilotes de rallye a été créée l'année précédente et s'appuie sur un système de points identique à celui du championnat du monde de Formule 1. Le décompte est toutefois assez complexe, car prenant en compte, en plus des onze manches mondiales, cinq épreuves du championnat d'Europe et trois autres rallyes internationaux, et pénalisant d'un résultat les pilotes n'ayant pas participé au moins une fois au championnat européen. Ce système a permis a Sandro Munari de remporter la coupe 1977, alors que son principal rival, Björn Waldegård, avait inscrit plus de points que lui.

### L'épreuve

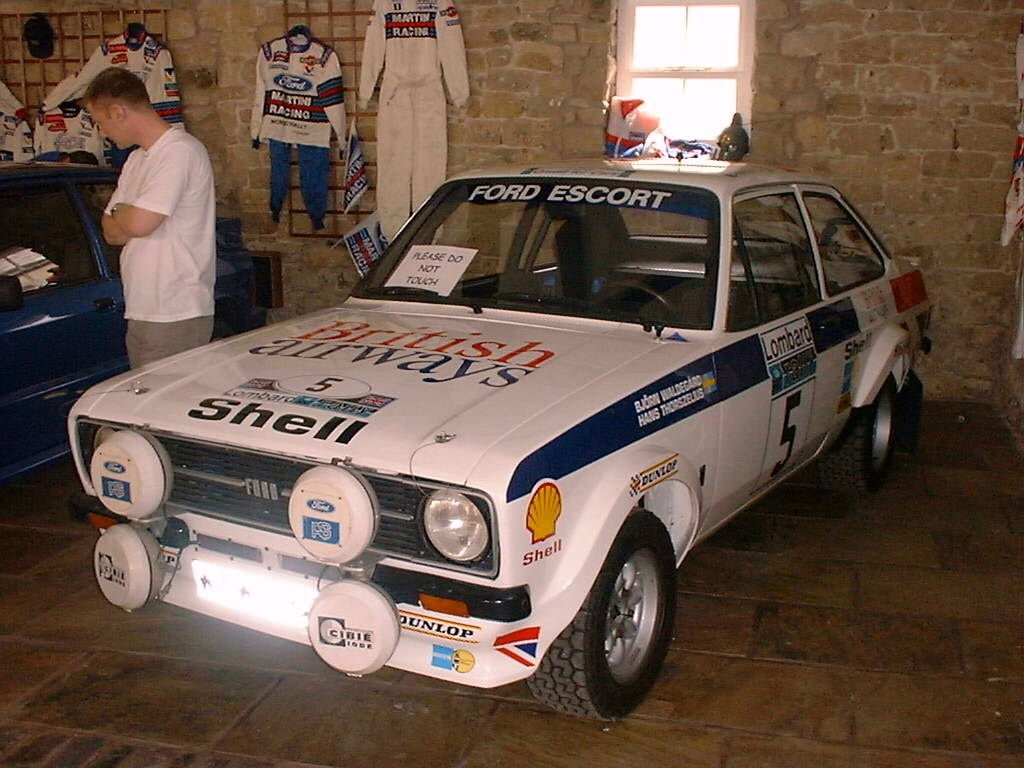
Les Ford Escort s'imposent à six reprises en Finlande entre 1968 et 1977. Ici une version MKII de 1977.

Disputé pour la première fois en 1951, le « Jyväkylän Suurajot » (littéralement Grand Prix de Jyväkylän), plus communément dénommé rallye des 1000 lacs, a rapidement acquis une dimension internationale et fut intégré au championnat d'Europe dès 1959. Très spécifique, avec ses pistes permettant des vitesses de l'ordre de 200 km/h, il est l'apanage des pilotes nordiques qui seuls ont une parfaite connaissance du terrain et de ses nombreux pièges. Les nombreuses bosses jalonnant le parcours autorisent des sauts très spectaculaires, attirant de nombreux spectateurs. Sur vingt-sept éditions disputées de 1951 à 1977, trois ont été remportées par des pilotes suédois, toutes les autres s'étant conclues par la victoire d'un pilote local. Le vainqueur de 1977, le Finlandais Kyösti Hämäläinen avait donné à Ford un sixième succès en Finlande, record partagé avec Saab.

## Le parcours
- départ : 25 août 1978 de Jyväskylä
- arrivée : 27 août 1978 à Jyväskylä

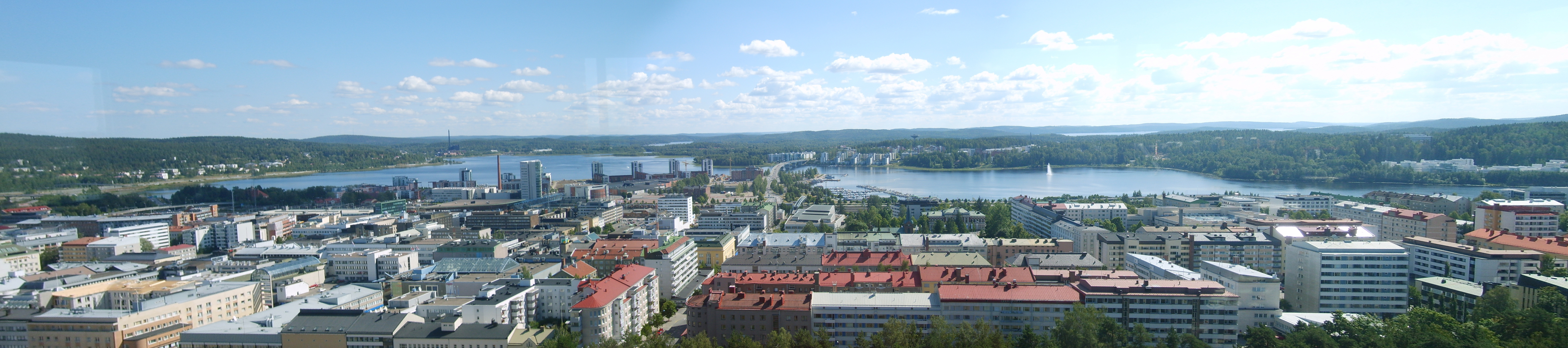
Jyväskylä, en Finlande-Centrale, ville départ et ville d'arrivée du rallye des 1000 lacs.

- distance : 1 450 km dont 368,4 km sur 45 épreuves spéciales
- surface : majoritairement terre
- Parcours divisé en deux étapes[4]

### Première étape
- Jyväskylä - Jyväskylä, du 25 au 26 août
- 18 épreuves spéciales, 168,8 km

### Deuxième étape
- Jyväskylä - Jyväskylä, du 26 au 27 août
- 27 épreuves spéciales, 199,6 km

## Les forces en présence
- Fiat

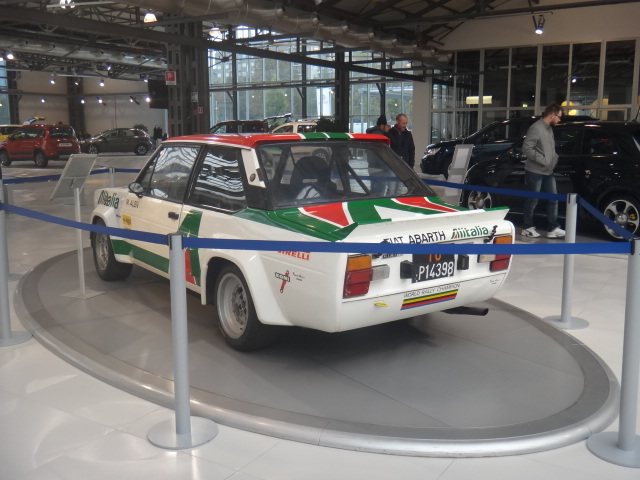
La Fiat 131 Abarth fait partie des favorites de l'épreuve. Un modèle de ce type s'y est déjà imposé en 1976.

Le constructeur turinois a engagé quatre 131 Abarth groupe 4, deux préparées en Italie pour Markku Alén et Timo Salonen, deux autres préparées de façon identique par l'importateur finlandais Autonovo, confiées à Simo Lampinen et Hannu Valtaharju. En version terre, les 131 Abarth pèsent 980 kg. Leur moteur quatre cylindres, deux litres, seize soupapes, est alimenté par un système d'injection Kugelfischer et délivre plus de 230 chevaux.
- Ford

L'équipe officielle Ford dispose de trois Escort RS1800 groupe 4, aux mains de Kyösti Hämäläinen, Hannu Mikkola et Ari Vatanen. Ce dernier étrenne la version à injection du moteur deux litres à seize soupapes, d'une puissance de l'ordre de 250 chevaux, contre 235 pour les versions à deux carburateurs double-corps de ses coéquipiers. Les pilotes d'usine sont épaulés par leurs compatriotes Antero Laine et Heikki Enomaa, sur des voitures identiques préparées par David Sutton. La marque n'est pas officiellement représentée en groupe 1, mais de nombreux pilotes privés s'alignent sur des Escort RS2000 de série, dont Lasse Lampi, l'un des favoris de cette catégorie.
- Datsun

Datsun Europe aligne deux berlines 160J PA10 groupe 2 (moteur quatre cylindres, 190 chevaux à 7200 tr/min) pour Andy Dawson (manager de l'équipe) et Erkki Pitkänen.
- Opel

L'Euro Händler Team a engagé deux Kadett GT/E groupe 2, confiées à Anders Kulläng et Ulf Gronholm. Ces voitures à moteur deux litres développant 185 chevaux font partie des favorites dans leur catégorie.
- Porsche

Si les deux Porsche présentes ont été engagées par des équipes privées, elles ont toutefois été spécialement préparée à l'usine de Stuttgart. Le Suédois Per Eklund dispose d'une 911 SC groupe 4 (280 chevaux, 1150 kg), tandis qu'Henri Toivonen prendre le départ sur l'ancienne voiture de Walter Röhrl, une Carrera trois litres groupe 4 (292 chevaux, 1180 kg). 
- Toyota

Le 'Toyota Team Europe' fait débuter les nouvelles Celica RA40, récemment homologuées en groupe 2. Deux voitures ont été engagées pour les pilotes locaux Tapio Rainio et Markku Saaristo. Ces nouveaux modèles pèsent une tonne et disposent de 180 chevaux ; ce seront les principaux adversaires des Opel en tourisme spécial. L'équipe assiste également le pilote suédois Leif Asterhag, engagé à titre privé sur un coupé Celica de première génération, disposant d'un moteur identique aux versions d'usine.
- Vauxhall

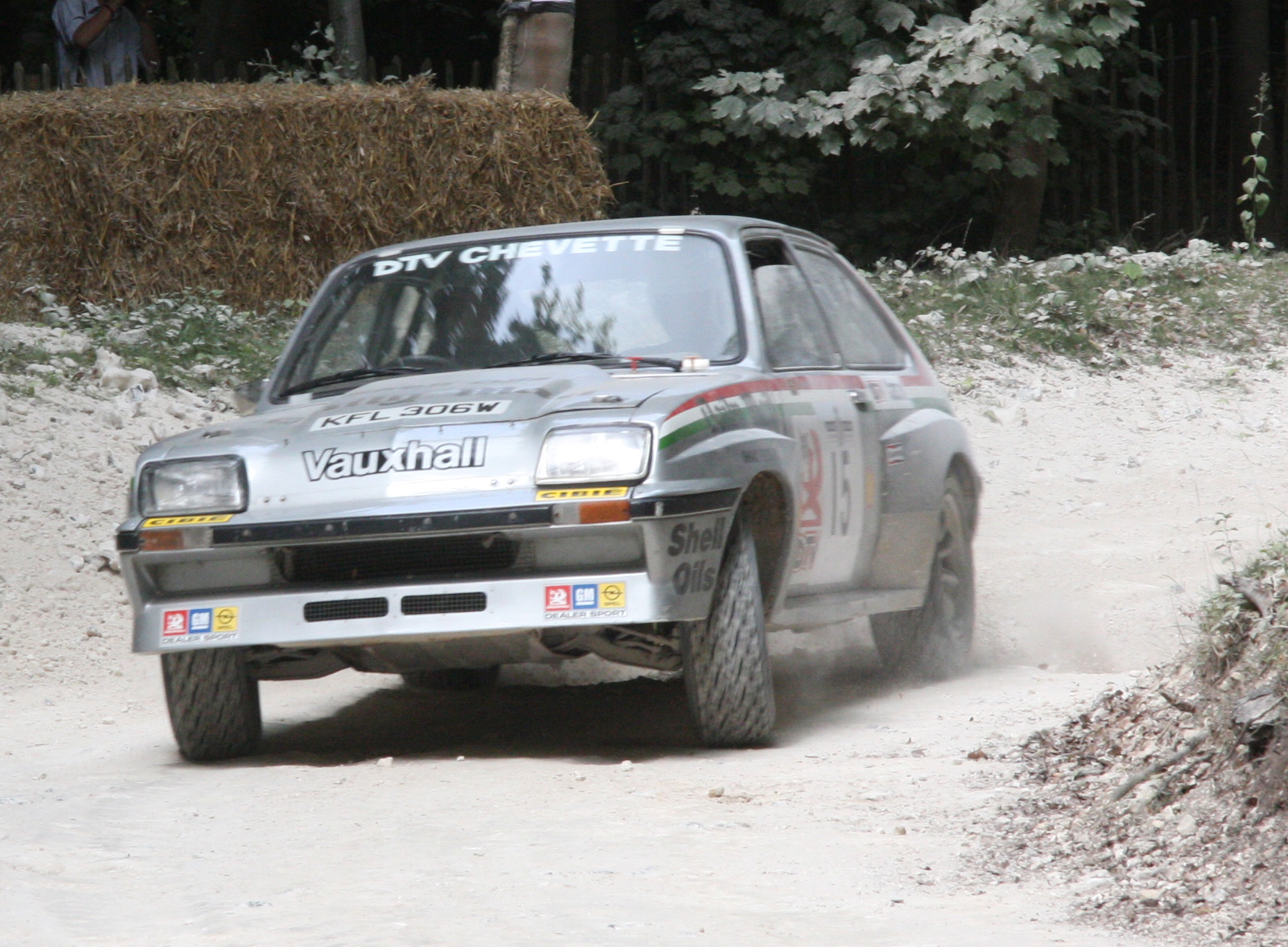
Une Vauxhall Chevette HSR lors d'une manifestation historique.

La filiale britannique du groupe GM a enfin réglé ses problèmes d'homologation de culasse et a pu engager une Chevette HSR groupe 4 pour Pentti Airikkala. Cette voiture de 1020 kg est équipée d'un moteur de 2300 cm3 à double arbre à cames en tête, avec culasse à seize soupapes, fournissant 250 chevaux. Elle compte parmi les prétendantes à la victoire.
- Audi

La marque d'Ingolstadt effectue son entrée en championnat du monde avec une Audi 80 groupe 2 (880 kg, 1590 cm3, 160 chevaux à 7600 tr/min) confiée au pilote suédois Freddy Kottulinsky.
- Škoda

Le constructeur tchèque a engagé deux coupés 130 RS groupe 2 (800 kg, moteur arrière, 1289 cm3, 120 chevaux à 7800 tr/min) pour ses pilotes habituels John Haugland et Miloslav Zapadlo. Ces voitures visent la victoire en classe moins de 1300 cm3.
- Volkswagen

La marque allemande aligne officiellement une Golf GTI groupe 2 (880 kg, 1590 cm3, 170 chevaux) pour Jochi Kleint.
- Chrysler

Chrysler Finlande a préparé une Avenger GT groupe 1 pour le pilote local Jaakko Markula. Disposant d'une voiture identique engagée à titre privé, Peter Geitel fait également partie des favoris de cette catégorie.

## Déroulement de la course

### Première étape
C'est sous la pluie que les cent-sept équipages s'élancent de Jyväskylä, le vendredi après-midi. Les premières épreuves spéciales sont très courtes, ne permettant pas de creuser d'écart significatif. Sur sa Ford Escort, Hannu Mikkola se montre le plus rapide dans les trois premiers secteurs, à l'issue desquels il compte respectivement cinq et six secondes d'avance sur ses coéquipiers Kyösti Hämäläinen et Ari Vatanen, ce dernier étant ex-æquo avec Markku Alén, sur Fiat. Hämäläinen revient à deux secondes de Mikkola dans la spéciale suivante, mais dans le secteur d'Ouninpohja (24,5 km), premier juge de paix du rallye, le vainqueur de l'édition précédente sort de la route à cause d'une crevaison ; l'Escort est sur le toit et Hämäläinen va perdre près d'un quart d'heure avant de pouvoir repartir, ayant hypothéqué ses chances de victoire. Son compatriote Valtaharju, qui pilote la quatrième Fiat officielle, va également perdre gros dans ce secteur après avoir reçu une pierre dans le pare-brise et effectué un tête-à-queue ; il peut repartir aussitôt mais va devoir disputer plusieurs spéciales dans de très mauvaises conditions, sa voiture ne pouvant être réparée avant la neutralisation, au milieu de la nuit. Alén, qui a réalisé le meilleur temps dans Ouninpohja, est désormais deuxième de l'épreuve à sept secondes de Mikkola. Alén se montre à nouveau le plus rapide dans les deux secteurs suivants, et s'empare du commandement de la course, devant les deux Escort de Mikkola et Vatanen. Au cours de la nuit, la bataille reste intense entre ces trois pilotes, mais dans la spéciale d'Hassi, Mikkola, alors second à vingt secondes de la Fiat de tête, effectue un atterrissage trop brutal à la réception d'une bosse : l'Escort s'écrase sur ses suspensions, endommageant gravement le moteur. L'abandon est inévitable. Vatanen occupe désormais la seconde place, à trente secondes d'Alén. Malgré quatre meilleurs temps consécutifs, il ne peut rattraper le pilote Fiat, qui conserve une avance de vingt-trois secondes à l'issue de la première étape. A plus d'une minute, on trouve ensuite la Fiat de Timo Salonen et la Vauxhall Chevette de Pentti Airikkala, qui se livrent une belle bataille depuis le départ. Retardé par une crevaison après un beau début de course, le pilote suédois Per Eklund, cinquième sur sa Porsche, compte déjà plus de quatre minutes de retard. Dans le groupe 2, la lutte est très serrée entre la Toyota de Tapio Raino, septième au classement général, et l'Opel d'Anders Kulläng, séparés de quarante secondes, tandis qu'en groupe 1 le favori Lasse Lampi (Ford Escort) est directement menacé par la Chrysler de Geitel.
| Pos. | Pilote           | Copilote         | Voiture                | Groupe | Temps           | Écart         |
| ---- | ---------------- | ---------------- | ---------------------- | ------ | --------------- | ------------- |
| 1    | Markku Alén      | Ilkka Kivimäki   | Fiat 131 Abarth        | 4      | 1 h 35 min 29 s |               |
| 2    | Ari Vatanen      | Atso Aho         | Ford Escort RS1800     | 4      | 1 h 35 min 52 s | + 23 s        |
| 3    | Timo Salonen     | Erkki Nyman      | Fiat 131 Abarth        | 4      | 1 h 37 min 15 s | + 1 min 46 s  |
| 4    | Pentti Airikkala | Risto Virtanen   | Vauxhall Chevette 2300 | 4      | 1 h 37 min 33 s | + 2 min 04 s  |
| 5    | Per Eklund       | Björn Cederberg  | Porsche 911 SC         | 4      | 1 h 39 min 42 s | + 4 min 13 s  |
| 6    | Simo Lampinen    | Juhani Markkanen | Fiat 131 Abarth        | 4      | 1 h 40 min 34 s | + 5 min 05 s  |
| 7    | Tapio Rainio     | Jaako Markkula   | Toyota Celica 2000 GT  | 2      | 1 h 42 min 06 s | + 6 min 37 s  |
| 8    | Anders Kulläng   | Bruno Berglund   | Opel Kadett GT/E       | 2      | 1 h 42 min 46 s | + 7 min 17 s  |
| 9    | Leif Asterhag    | Anders Gullberg  | Toyota Celica 2000 GT  | 2      | 1 h 45 min 35 s | + 10 min 06 s |
| 10   | Antero Laine     | Risto Heinonen   | Ford Escort RS1800     | 4      | 1 h 46 min 10 s | + 10 min 41 s |
| 11   | Markku Saaristo  | Timo Alanen      | Toyota Celica 2000 GT  | 2      | 1 h 46 min 44 s | + 11 min 15 s |
| 12   | Andy Dawson      | Kevin Gormley    | Datsun 160J PA10       | 2      | 1 h 47 min 14 s | + 11 min 45 s |
| 13   | Erkki Pitkänen   | Juhani Paalama   | Datsun 160J PA10       | 2      | 1 h 47 min 47 s | + 12 min 18 s |
| 14   | Lasse Lampi      | Pentti Kuukkala  | Ford Escort RS2000     | 1      | 1 h 48 min 00 s | + 12 min 31 s |
| 15   | Peter Geitel     | Rolf Mesterton   | Chrysler Avenger       | 1      | 1 h 48 min 35 s | + 13 min 06 s |

### Deuxième étape

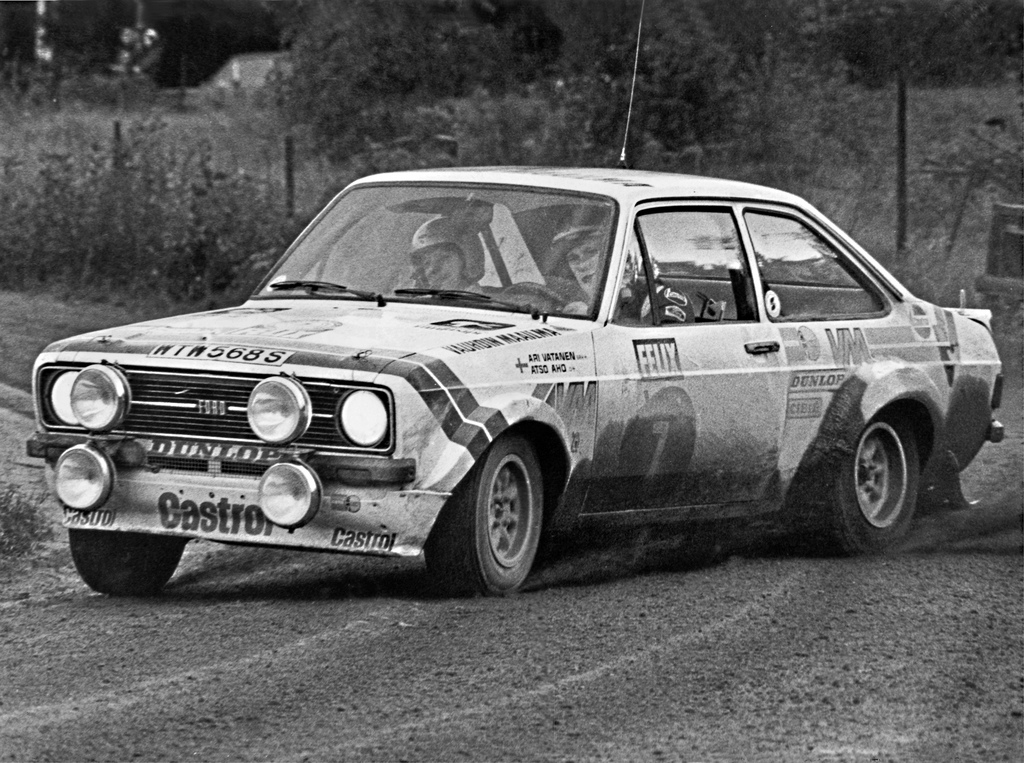
Dernier espoir de victoire de Ford, Vatanen a dû renoncer en tout début d'étape, alors qu'il occupait la deuxième place.

Les 85 équipages restant en course repartent le samedi peu après 14 heures. L'affrontement entre les deux premiers va tourner court, car l'Escort de Vatanen perd de l'huile. Ce dernier parvient néanmoins à faire jeu égal avec son rival dans le premier secteur chronométré, mais doit renoncer dans le suivant, canalisation cassée. Alén possède dès lors près de deux minutes d'avance sur son coéquipier Salonen, et sauf retournement de situation la victoire semble désormais acquise pour le groupe Fiat. Sans prendre de risque, Alén maintient néanmoins un rythme soutenu, tandis que l'intérêt de la course se reporte sur la bataille pour la seconde place entre Salonen et Airikkala. Ce dernier parvient à revenir à moins de dix secondes de son adversaire, mais une sortie de route dans le secteur de Savulahti va se solder par une pénalisation d'une minute et anéantir ses efforts. Jusqu'à l'arrivée, les positions en tête n'évolueront plus, Alén remportant sa deuxième victoire sur ses terres et Salonen assurant le doublé pour Fiat. Airikkala termine à une méritoire troisième place, loin devant Eklund, premier des pilotes étrangers. Sixième derrière la Fiat de Simo Lampinen, Rainio remporte le groupe 2, ayant constamment maintenu son avance sur Kulläng. Très attardé après de la première étape, Hämäläinen a effectué une impressionnante remontée jusqu'à la huitième place, sur la seule Ford d'usine rescapée. La marque s'adjuge la victoire en groupe 1 grâce à Lampi, onzième au classement général.

### Classements intermédiaires
Classements intermédiaires des pilotes après chaque épreuve spéciale

### Classement général

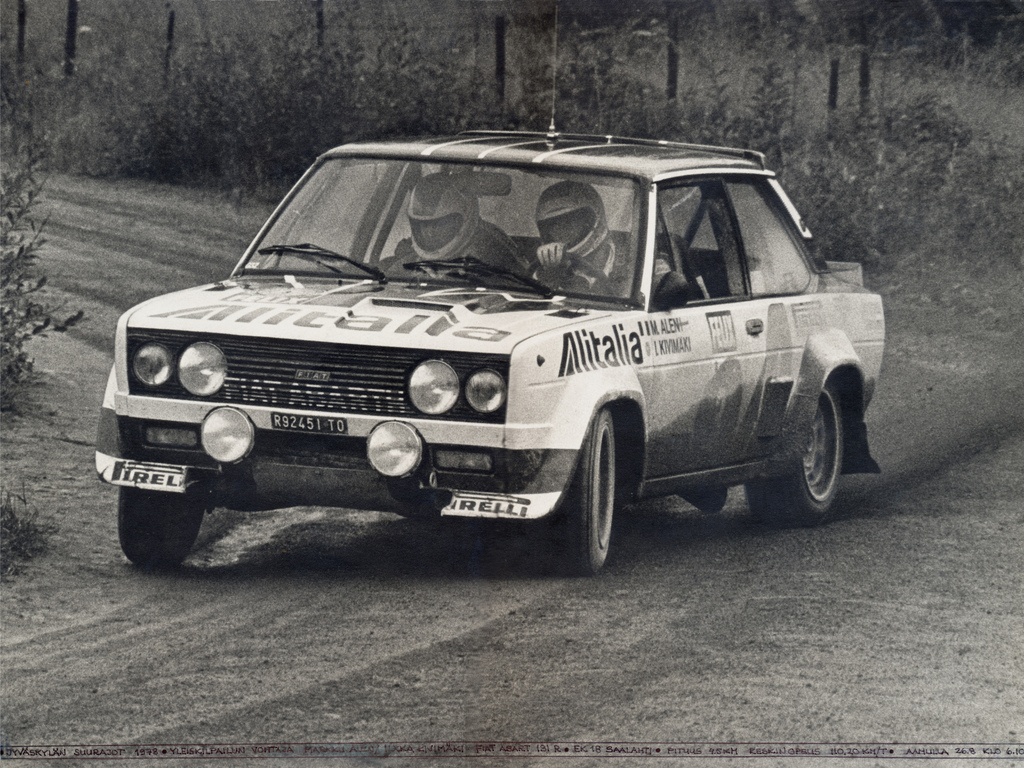
Markku Alén et sa Fiat 131 Abarth, vainqueur pour la seconde fois des 1000 lacs.

| Pos | No | Pilote            | Copilote         | Voiture                | Temps           | Écart         | Groupe |
| --- | -- | ----------------- | ---------------- | ---------------------- | --------------- | ------------- | ------ |
| 1   | 3  | Markku Alén       | Ilkka Kivimäki   | Fiat 131 Abarth        | 3 h 30 min 10 s |               | 4      |
| 2   | 6  | Timo Salonen      | Erkki Nyman      | Fiat 131 Abarth        | 3 h 32 min 14 s | + 2 min 04 s  | 4      |
| 3   | 5  | Pentti Airikkala  | Risto Virtanen   | Vauxhall Chevette 2300 | 3 h 32 min 50 s | + 2 min 40 s  | 4      |
| 4   | 2  | Per Eklund        | Björn Cederberg  | Porsche 911 SC         | 3 h 38 min 25 s | + 8 min 15 s  | 4      |
| 5   | 8  | Simo Lampinen     | Juhani Markkanen | Fiat 131 Abarth        | 3 h 40 min 54 s | + 10 min 44 s | 4      |
| 6   | 10 | Tapio Rainio      | Jaako Markkula   | Toyota Celica 2000 GT  | 3 h 42 min 25 s | + 12 min 15 s | 2      |
| 7   | 9  | Anders Kulläng    | Bruno Berglund   | Opel Kadett GT/E       | 3 h 43 min 08 s | + 12 min 58 s | 2      |
| 8   | 1  | Kyösti Hämäläinen | Juhani Korhonen  | Ford Escort RS1800     | 3 h 46 min 34 s | + 16 min 24 s | 4      |
| 9   | 23 | Leif Asterhag     | Anders Gullberg  | Toyota Celica 2000 GT  | 3 h 46 min 50 s | + 16 min 40 s | 2      |
| 10  | 17 | Markku Saaristo   | Timo Alanen      | Toyota Celica 2000 GT  | 3 h 48 min 47 s | + 18 min 37 s | 2      |

### Hommes de tête
- ES1 à ES6 :  Hannu Mikkola -  Arne Hertz (Ford Escort RS1800)
- ES7 à ES45 :  Markku Alén -  Ilkka Kivimäki (Fiat 131 Abarth)

### Vainqueurs d'épreuves spéciales
- Markku Alén -  Ilkka Kivimäki (Fiat 131 Abarth) : 21 spéciales (ES 5 à 8, 10 à 13, 18 à 22, 25, 27, 29, 31, 35 à 37, 40)
- Timo Salonen -  Erkki Nyman (Fiat 131 Abarth) : 9 spéciales (ES 23, 28 à 30, 35, 37 à 39, 44)
- Pentti Airikkala -  Risto Virtanen (Vauxhall Chevette 2300) : 9 spéciales (ES 24, 26, 28, 32, 34, 37, 42 à 44)
- Ari Vatanen -  Atso Aho (Ford Escort RS1800) : 6 spéciales (ES 2, 14 à 17, 19)
- Hannu Mikkola -  Arne Hertz (Ford Escort RS1800) : 5 spéciales (ES 1 à 3, 9, 11)
- Kyösti Hämäläinen -  Juhani Korhonen (Ford Escort RS1800) : 5 spéciales (ES 4, 33, 37, 44, 45)
- Per Eklund -  Björn Cederberg (Porsche 911 SC) : 2 spéciales (ES 41, 45)

## Résultats des principaux engagés
| No | Pilote             | Copilote         | Voiture                | Groupe | Classement général                         | Class. groupe |
| -- | ------------------ | ---------------- | ---------------------- | ------ | ------------------------------------------ | ------------- |
| 1  | Kyösti Hämäläinen  | Juhani Korhonen  | Ford Escort RS1800     | 4      | 8e à 16 min 24 s                           | 6e            |
| 2  | Per Eklund         | Björn Cederberg  | Porsche 911 SC         | 4      | 4e à 8 min 15 s                            | 4e            |
| 3  | Markku Alén        | Ilkka Kivimäki   | Fiat 131 Abarth        | 4      | 1er                                        | 1er           |
| 4  | Hannu Mikkola      | Arne Hertz       | Ford Escort RS1800     | 4      | ab. dans la 13e spéciale (distribution)    | -             |
| 5  | Pentti Airikkala   | Risto Virtanen   | Vauxhall Chevette 2300 | 4      | 3e à 2 min 04 s                            | 3e            |
| 6  | Timo Salonen       | Erkki Nyman      | Fiat 131 Abarth        | 4      | 2e à 2 min 40 s                            | 2e            |
| 7  | Ari Vatanen        | Atso Aho         | Ford Escort RS1800     | 4      | ab. dans la 20e spéciale (fuite d'huile)   | -             |
| 8  | Simo Lampinen      | Juhani Markkanen | Fiat 131 Abarth        | 4      | 5e à 10 min 44 s                           | 5e            |
| 9  | Anders Kulläng     | Bruno Berglund   | Opel Kadett GT/E       | 2      | 7e à 12 min 58 s                           | 2e            |
| 10 | Tapio Rainio       | Jaako Markkula   | Toyota Celica 2000 GT  | 2      | 6e à 12 min 15 s                           | 1er           |
| 13 | Hannu Valtaharju   | Risto Antilla    | Fiat 131 Abarth        | 4      | ab. après la 22e spéciale (hors course)    | -             |
| 14 | Franz Wittmann     | Helmut Deimel    | Opel Kadett GT/E       | 2      | Forfait                                    | -             |
| 15 | Andy Dawson        | Kevin Gormley    | Datsun 160J PA10       | 2      | 15e à 26 min 21 s                          | 6e            |
| 16 | Jochi Kleint       | Andreas Hänsch   | Volkswagen Golf GTI    | 2      | ab. dans la 26e spéciale (soupape)         | -             |
| 17 | Markku Saaristo    | Timo Alanen      | Toyota Celica 2000 GT  | 2      | 10e à 18 min 37 s                          | 4e            |
| 18 | Ulf Gronholm       | Alf Krogell      | Opel Kadett GT/E       | 2      | ab. dans la 18e spéciale (sortie de route) | -             |
| 21 | Henri Toivonen     | Juha Paajanen    | Porsche Carrera        | 4      | ab. après la 10e spéciale (moteur)         | -             |
| 22 | Antero Laine       | Risto Heinonen   | Ford Escort RS1800     | 4      | ab. dans la 26e spéciale (sortie de route) | -             |
| 23 | Leif Asterhag      | Anders Gullberg  | Toyota Celica 2000 GT  | 2      | 9e à 16 min 40 s                           | 3e            |
| 24 | Erkki Pitkänen     | Juhani Paalama   | Datsun 160J PA10       | 2      | 12e à 24 min 20 s                          | 5e            |
| 25 | Heikki Enomaa      | Jirky Ahava      | Ford Escort RS1800     | 4      | 13e à 24 min 54 s                          | 7e            |
| 29 | Freddy Kottulinsky | Arwed Fischer    | Audi 80                | 2      | ab. dans la 41e spéciale (accident)        | -             |
| 33 | John Haugland      | Jan-Olof Bohlin  | Škoda 130 RS           | 2      | 22e à 38 min 45 s                          | 9e            |
| 36 | Peter Geitel       | Rolf Mesterton   | Chrysler Avenger       | 1      | 14e à 25 min 52 s                          | 2e            |
| 37 | Lasse Lampi        | Pentti Kuukkala  | Ford Escort RS2000     | 1      | 11e à 23 min 57 s                          | 1er           |
| 39 | Jean-Paul Luc      | Régine Luparia   | Citroën CX 2400 GTI    | 2      | 29e à 44 min 55 s                          | 11e           |
| 61 | Miloslav Zapadlo   | Jiří Motal       | Škoda 130 RS           | 2      | 24e à 39 min 22 s                          | 10e           |

## Classement du championnat à l'issue de la course
- attribution des points : 10, 9, 8, 7, 6, 5, 4, 3, 2, 1 respectivement aux dix premières marques de chaque épreuve, additionnés de 8, 7, 6, 5, 4, 3, 2, 1 respectivement aux huit premières de chaque groupe (seule la voiture la mieux classée de chaque constructeur marque des points). Les points de groupe ne sont attribués qu'aux concurrents ayant terminé dans les dix premiers au classement général.
- seuls les huit meilleurs résultats (sur onze épreuves) sont retenus pour le décompte final des points.

| Pos. | Marque        | Points | M-C  | SUE  | SAF  | POR  | ACR  | FIN  | QUE | SAN | BAN | COR | RAC |
| ---- | ------------- | ------ | ---- | ---- | ---- | ---- | ---- | ---- | --- | --- | --- | --- | --- |
| 1    | Fiat          | 82     | 7+7  | 8+6  | -    | 10+8 | 10+8 | 10+8 |     |     |     |     |     |
| 2    | Opel          | 58     | 2+8  | 4+8  | -    | 6+7  | 6+6  | 4+7  |     |     |     |     |     |
| 3    | Ford          | 56     | -    | 10+8 | 3+4  | 9+7  | 4+5  | 3+3  |     |     |     |     |     |
| 4    | Porsche       | 53     | 10+8 | -    | 9+7  | 2+5  | -    | 7+5  |     |     |     |     |     |
| 5    | Toyota        | 36     | -    | -    | -    | 7+8  | 3+5  | 5+8  |     |     |     |     |     |
| 6    | Datsun        | 32     | -    | -    | 9+7  | -    | 8+8  | -    |     |     |     |     |     |
| 7    | Lancia        | 31     | 4+4  | 7+5  | -    | -    | 5+6  | -    |     |     |     |     |     |
| 8    | Peugeot       | 27     | -    | -    | 10+8 | 4+5  | -    | -    |     |     |     |     |     |
| 9    | Renault       | 17     | 9+8  | -    | -    | -    | -    | -    |     |     |     |     |     |
| 10   | Mercedes-Benz | 12     | -    | -    | 5+7  | -    | -    | -    |     |     |     |     |     |
| 11   | Volvo         | 10     | -    | 3+7  | -    | -    | -    | -    |     |     |     |     |     |
| 12   | Volkswagen    | 9      | -    | 1+8  | -    | -    | -    | -    |     |     |     |     |     |
| 13   | Saab          | 8      | -    | 2+6  | -    | -    | -    | -    |     |     |     |     |     |
| 14   | Škoda         | 6      | -    | -    | -    | -    | 2+4  | -    |     |     |     |     |     |
| 15   | Mitsubishi    | 5      | -    | -    | 1+4  | -    | -    | -    |     |     |     |     |     |
| 16   | Lada          | 4      | -    | -    | -    | -    | 1+3  | -    |     |     |     |     |     |

### Classement provisoire de la Coupe FIA des pilotes
- attribution des points : 9, 6, 4, 3, 2, 1 respectivement aux six premiers de chaque épreuve. Sont retenus pour le décompte final les cinq meilleurs résultats des onze épreuves mondiales (catégorie A), les deux meilleurs résultats des cinq rallyes sélectifs du Championnat d'Europe (catégorie B) et le meilleur résultat parmi les trois autres rallyes sélectifs (catégorie C).

| Pos. | Pilote              | Marque                    | Points | M-C (A) | ARC (B) | SUE (A) | SAF (A) | POR (A) | ACR (A) | SCO (B) | POL (B) | FIN (A) | NZ (C) | QUE (A) | TdF (B) | SAN (A) | GIR (C) | AUS (C) | ESP (B) | BAN (A) | COR (A) | RAC (A) |
| ---- | ------------------- | ------------------------- | ------ | ------- | ------- | ------- | ------- | ------- | ------- | ------- | ------- | ------- | ------ | ------- | ------- | ------- | ------- | ------- | ------- | ------- | ------- | ------- |
| 1    | Markku Alén         | Fiat                      | 32     | -       | 4       | 4       | -       | 9       | 6       | -       | -       | 9       |        |         |         |         |         |         |         |         |         |         |
| 2    | Jean-Pierre Nicolas | Porsche, Peugeot¹ & Ford² | 22     | 9       | -       | -       | 9¹      | 4²      | -       | -       | -       | -       |        |         |         |         |         |         |         |         |         |         |
| 3    | Hannu Mikkola       | Ford                      | 21     | -       | -       | 6       | -       | 6       | -       | 9       | -       | -       |        |         |         |         |         |         |         |         |         |         |
| 4    | Björn Waldegård     | Ford & Porsche¹           | 12     | -       | -       | 9       | 3¹      | -       | -       | -       | -       | -       |        |         |         |         |         |         |         |         |         |         |
| 4=   | Walter Röhrl        | Fiat                      | 12     | 3       | -       | -       | -       | -       | 9       | -       | -       | -       |        |         |         |         |         |         |         |         |         |         |
| 6    | Ari Vatanen         | Ford                      | 11     | -       | 9       | 2       | -       | -       | -       | -       | -       | -       |        |         |         |         |         |         |         |         |         |         |
| 7    | Pentti Airikkala    | Vauxhall                  | 10     | -       | -       | -       | -       | -       | -       | 6       | -       | 4       |        |         |         |         |         |         |         |         |         |         |
| 8    | Antonio Zanini      | Fiat                      | 9      | -       | -       | -       | -       | -       | -       | -       | 9       | -       |        |         |         |         |         |         |         |         |         |         |